# Lliga croata de futbol
La Lliga croata de futbol (en croat: Prva hrvatska nogometna liga o Prva HNL, literalment, Primera Lliga Croata de Futbol) és la màxima competició futbolística de Croàcia. Actualment és coneguda com a Prva HNL Ožujsko per raons de patrocini.

## Història
Font:
L'actual lliga croata es formà l'any 1991, en desfer-se la lliga iugoslava de futbol, un cop Croàcia assolí la independència. La primera temporada oficial s'inicià el febrer del 1992.
Abans de la Primera Guerra Mundial, quan Croàcia formava part de l'imperi Austrohongarès, feu els primers intents d'organitzar una lliga de futbol els anys 1912 i 1914, però no reeixiren.
Durant la Segona Guerra Mundial, Croàcia constituí breument un estat independent (1941-1945). Durant aquests anys, es disputà la lliga croata de futbol, que actualment és reconeguda com a oficial.

## Antics noms
Des de 2003, la lliga ha estat anomenada segons el seu principal patrocinador, donant-li els següents noms (Logotips vegeu a continuació):
- 2003–2007 – Prva HNL Ožujsko (Patrocinada per Zagrebačka pivovara i la seva marca de cervesa Ožujsko.)
- 2007–2011 – T-Com Prva HNL (Patrocinada per T-Hrvatski Telekom, una filial de Deutsche Telekom.)
- 2011–2017 – MAXtv Prva liga (Patrocinada per T-Hrvatski Telekom, una filial de Deutsche Telekom.)
- 2017–2022 – Hrvatski Telekom Prva liga / HT Prva liga (Patrocinada per T-Hrvatski Telekom, una filial de Deutsche Telekom.)
- 2022–present – SuperSport Hrvatska nogometna liga / SuperSport HNL (Patrocinada pel bookmaker SuperSport)

## Historial
Abans de 1991
| - 1912: HASK Zagreb ¹ - 1940-41: HNK Hajduk Split ² - 1941: Građanski Zagreb ¹ | - 1942: Concordia Zagreb - 1943: Građanski Zagreb | - 1944: no finalitzà 3 - 1946: HNK Hajduk Split ² |

Després de 1991
- 1991:  Inker Zapresic 4
- 1992:  HNK Hajduk Split (1)
- 1992-93:  Croatia Zagreb (1)
- 1993-94:  HNK Hajduk Split (2)
- 1994-95:  HNK Hajduk Split (3)
- 1995-96:  Croatia Zagreb (2)
- 1996-97:  Croatia Zagreb (3)
- 1997-98:  Croatia Zagreb (4)
- 1998-99:  Croatia Zagreb (5)
- 1999-00:  Dinamo de Zagreb (6)
- 2000-01:  HNK Hajduk Split (4)
- 2001-02:  NK Zagreb (1)
- 2002-03:  Dinamo de Zagreb (7)
- 2003-04:  HNK Hajduk Split (5)
- 2004-05:  HNK Hajduk Split (6)
- 2005-06:  Dinamo de Zagreb (8)
- 2006-07:  Dinamo de Zagreb (9)
- 2007-08:  Dinamo de Zagreb (10)
- 2008-09:  Dinamo de Zagreb (11)
- 2009-10:  Dinamo de Zagreb (12)
- 2010-11:  Dinamo de Zagreb (13)
- 2011-12:  Dinamo de Zagreb (14)
- 2012-13:  Dinamo de Zagreb (15)
- 2013-14:  Dinamo de Zagreb (16)
- 2014-15:  Dinamo de Zagreb (17)
- 2015-16:  Dinamo de Zagreb (18)
- 2016-17:  NK Rijeka (1)
- 2017-18:  Dinamo de Zagreb (19)
- 2018-19:  Dinamo de Zagreb (20)
- 2019-20:  Dinamo de Zagreb (21)
- 2020-21:  Dinamo de Zagreb (22)
- 2021-22:  Dinamo de Zagreb (23)
- 2022-23:  Dinamo de Zagreb (24)
- 2023-24:  Dinamo de Zagreb (25)
- 2024-25:  NK Rijeka (2)

¹ Campionats no finalitzats.
² Els anys 1940/41 i 1946, el campionat croat serví de fase de classificació pel campionat iugoslau.
3 L'any 1944, el partit final entre HAŠK Zagreb i SAŠK Sarajevo no es va poder disputar per la guerra.
4 Campionat no oficial.

## Cobertura mediàtica
En el passat, només un partit per jornada (el derbi) es retransmetia per televisió. A la temporada 2008–09 es van introduir algunes canvis. La cadena nacional de televisió croata (HRT) va començar el nou programa de televisió *Volim Nogomet* (M'encanta el Futbol), creat en associació amb el principal patrocinador de la lliga, T-Com. Al programa, es van retransmetre cinc partits combinats els diumenges a la tarda, mentre que el partit de derbi es programava a les 20:15 CET, de manera que els espectadors podien veure tots els partits. També hi havia experts a l'estudi que comentaven els partits i altres temes no relacionats amb el futbol. El principal impulsor del projecte va ser el famós jugador de futbol croat i aleshores president de l'organització de la 1a HNL de T-Com, Igor Štimac. La majoria dels clubs no estaven satisfets amb la programació dels partits i van demanar que es traslladessin del diumenge a la tarda al dissabte a la nit. Això es va fer a l'inici de la temporada següent i el partit jugat el diumenge va ser només el derbi. No obstant això, durant la meitat de la temporada el projecte es va cancel·lar i es va tornar al sistema antic amb una retransmissió per jornada.
Al novembre de 2010, els drets de retransmissió van ser venuts a l'agència de màrqueting Digitel Komunikacije per un període de cinc anys, començant amb la temporada 2011–12. Després de la fallida de les negociacions amb la televisió pública HRT, que havia cobert la Prva HNL durant els últims vint anys, Digitel va signar un acord amb Hrvatski Telekom. Els partits es van retransmetre a Arenasport, una xarxa de televisió per cable amb cinc canals, disponible per als subscriptors de MAXtv, solució IPTV de la filial de T-HT, T-Com. Tots els partits es van retransmetre en directe cada setmana a Arenasport. Tots els resums es van mostrar els diumenges al vespre a RTL 2 i HRT 2.
Des de la temporada 2022–23, els partits es retransmeten als canals MAX Sport de Hrvatski Telekom, mentre la retransmissió d'un partit per jornada es fa a Croatian Radiotelevision (HRT), de nou després de 11 anys (des de setembre de 2022, principalment els diumenges a les 15:00 CET). Per a les altres repúbliques ex-iugoslaves, la lliga es continua retransmetent a Arena Sport. Des de gener de 2025, els partits de l'Hajduk Split es retransmetran al canal de cable del club, Hajduk Digital TV (HDTV).